# 石鯨
石鯨（1517年—？），字應聲，山東青州府益都縣人，明朝政治人物。

## 生平
嘉靖二十二年（1543年）癸卯科山東鄉試第七名舉人。嘉靖二十三年（1544年）中式甲辰科會試第二十名，登第三甲第九十五名進士。官曲沃知縣，政绩卓异，嘉靖二十七年（1548年）行取户科給事中。三十年四月升本科右，九月升刑科左。
墓在城南二里，侄尚书石茂华撰墓志。

## 家族
曾祖石瑛，州吏目；祖父石銘，府通判 贈奉直大夫南京戶部員外郎；父石存禮，紹興知府進階中憲大夫。嫡母姜氏（封宜人）、劉氏；生母翟氏。慈侍下。兄石凤（贡士）、石琚（贡士）。